# 王志才故意杀人案
王志才故意杀人案，是一起发生于中华人民共和国山东省曲阜市的案件，一审公诉人为潍坊市人民检察院，被告人为王志才。这起案件为刑事案件，被中华人民共和国最高人民法院列入第一批指导性案件。

## 案情
王志才与被害人赵某某（女，殁年26岁）在山东省潍坊市科技职业学院同学期间建立恋爱关系。2005年，王志才毕业后参加工作，赵某某考入山东省曲阜师范大学继续专升本学习。2007年赵某某毕业参加工作后，王志才与赵某某商议结婚事宜，因赵某某家人不同意，赵某某多次提出分手，但在王志才的坚持下二人继续保持联系。
2008年10月9日中午，王志才在赵某某的集体宿舍再次谈及婚恋问题，因赵某某明确表示二人不可能在一起，王志才感到绝望，愤而产生杀死赵某某然后自杀的念头，即持赵某某宿舍内的一把单刃尖刀，朝赵的颈部、胸腹部、背部连续捅刺，致其失血性休克死亡。次日8时30分许，王志才服农药自杀未遂，被公安机关抓获归案。王志才平时表现较好，归案后如实供述自己罪行，并与其亲属积极赔偿，但未与被害人亲属达成赔偿协议。

## 裁判结果
山东省潍坊市中级人民法院于2009年10月14日以(2009) 潍刑一初字第35号刑事判决，认定王志才犯故意杀人罪，判处死刑，剥夺政治权利终身。宣判后，王志才提出上诉。山东省高级人民法院于2010年6月18日以（2010）鲁刑四终字第2号刑事裁定，驳回上诉，维持原判，并依法报请最高人民法院核准。最高人民法院根据复核确认的事实，以（2010）刑三复22651920号刑事裁定，不核准王志才死刑，发回山东省高级人民法院重新审判。山东省高级人民法院经依法重新审理，于2011年5月3日作出（2010）鲁刑四终字第2－1号刑事判决，以故意杀人罪改判王志才死刑，缓期二年执行，剥夺政治权利终身，同时决定对其限制减刑。

## 后续
王志才之后被收入山东省淄博监狱服刑。2018年12月12日，山东省高级人民法院参考了狱方建议，根据改造表现良好、确認有认罪悔罪、获得监狱表扬18次等事实，决定减刑为有期徒刑25年，剥夺政治权利7年。

## 裁判理由
山东省高级人民法院经過重新审理认为：王志才的行为已經构成故意杀人罪，罪行极其严重，论罪应当判处死刑。鉴于本案是因婚恋纠纷引发，王志才求婚不成，恼羞成怒并且起意杀人，归案之后坦白悔罪，积极赔偿被害家屬经济损失，並且平时表现较好，故依法对他判处死刑，但不立即执行。同时也考虑到王志才故意杀人手段特别残忍，被害人亲属不能谅解，要求依法从严惩处，为有效化解社会矛盾，依照《中华人民共和国刑法》第50条第2款等规定，判处王志才死刑，缓期2年执行，剝奪政治權利終身，同时决定对他限制减刑。

## 评论
最高人民法院在其发布的《关于发布第一批指导性案例的通知》中指出，因恋爱、婚姻矛盾激化引发的故意杀人案件，犯罪手段残忍，论罪应当判处死刑，但具有坦白悔罪、积极赔偿等从轻处罚情节，同时被害人亲属要求严惩的，人民法院根据案件性质、犯罪情节、危害后果和的主观恶性及人身危险性，可以依法判处死刑，缓期二年执行，同时决定限制减刑，以有效化解社会矛盾，促进社会和谐。
上海大学法学院张兴认为，该案标志着中国在废除死刑、保障人权方面走出了积极一步，体现了《中华人民共和国刑法修正案（八）》“宽严相济”的刑事政策，具有里程碑意义。北京大学法学院教授陈兴良则认为，最高人民法院通过将该案列为指导案例，确立了故意杀人罪中死刑立即执行的适用规则，让基层法院能更准确把握死刑和死缓之间的界限。

### 引用
1. ↑  山东省高级人民法院. . 最高人民法院中国裁判文书网. 2018-12-12  [2019-09-29].
2. ↑  张, 兴. . 法制博览(中旬刊). 2012, (11): 170–171. ISSN 2095-4379.
3. ↑  陈, 兴良. . 法学. 2013, (02): 43–57. ISSN 1000-4238.